# بخش سالم
بخش سالم (به سوئدی: Salems kommun) یک ناحیه شهری در سوئد است که در شهرستان استکهلم واقع شده‌است.